# Усенко, Надежда Алексеевна
Усенко Надежда Алексевна  (род. 29 января 2000, Киев, Украина) — украинский профессиональный игрок в сквош, семикратная чемпионка Украины, мастер спорта Украины международного класса. По состоянию на март 2021 она занимает 99 место в мировом рейтинге «PSA».

## Юниорская карьера
В 2011 году Надежда Усенко начала участвовать в юниорских турнирах ESF (Европейская федерация сквоша) и в течение карьеры заняла первое место в европейском рейтинге среди юниоров в каждой возрастной категории: GU13, GU15, GU17 и GU19.

## Национальная сборная Украины по сквошу
В 2014 году четырнадцатилетняя Надежда Усенко впервые попала в национальную сборную Украины по сквошу.
В 2017 году она приняла участие во Всемирных играх. В том же году в декабре она впервые в истории украинского сквоша представляла Украину на чемпионате мира (Манчестер, Великобритания).
В 2018 году она была выбрана капитаном сборной и вместе с командой завоевала золотую медаль на командном чемпионате Европы в III дивизионе в Риге, Латвия.

## Достижения
- 2013 — впервые получила золото на взрослом чемпионате Украины по сквошу
- 2015 — чемпионка Украины по сквошу[8]
- 2015 — первое место на Swiss Junior Open 2015
- 2016 — первое место на German Junior Open 2016
- 2016 — первое место на Czech Junior Open 2016
- 2017 — победа на турнире «супер серии» Belgian Junior Open 2017[9]
- 2018 — золотая медаль на командном чемпионате Европы в III дивизионе
- 2018 — получила звание мастера спорта международного класса
- 2018 — первое место на соревнованиях «супер серии» Dutch Junior Open 2018[10]
- 2019 — шестая золотая медаль на международном турнире Zenit Black Sea Open 2019
- 2021 — в седьмой раз стала чемпионкой Украины[2]